# Renato Bosatta
Renato Bosatta (Pianello del Lario, 11 febbraio 1938) è un ex canottiere italiano, medaglia d'argento nel quattro senza ai Giochi olimpici di Roma 1960,  medaglia d'argento nel 4 con a quelli di Tokyo 1964, di bronzo nel quattro senza a quelli di Città del Messico 1968.

## Biografia
L'equipaggio del quattro senza con cui vinse la medaglia olimpica a Città del Messico era composto anche da Pier Angelo Conti Manzini, Tullio Baraglia e Abramo Albini. 

## Palmarès
| Anno | Manifestazione  | Sede              | Evento  | Risultato | Note |
| ---- | --------------- | ----------------- | ------- | --------- | ---- |
| 1960 | Giochi olimpici | Roma              | 4 senza | Argento   |      |
| 1964 | Giochi olimpici | Tokyo             | 4 con   | Argento   |      |
| 1968 | Giochi olimpici | Città del Messico | 4 senza | Bronzo    |      |